# World Games 2017/Orientierungslauf
Bei den World Games 2017 wurden vom 25. bis 27. Juli 2017 insgesamt fünf Wettbewerbe im Orientierungslauf ausgetragen.

## Wettbewerbe und Zeitplan
| Wettbewerbe   | Juli | Juli | Juli |
| Männer        | 25.  | 26.  | 27.  |
| ------------- | ---- | ---- | ---- |
| Sprint        |      |      |      |
| Mittelstrecke |      |      |      |
| Frauen        | 25.  | 26.  | 27.  |
| Sprint        |      |      |      |
| Mittelstrecke |      |      |      |
| Mixed         | 25.  | 26.  | 27.  |
| Staffel       |      |      |      |

|  | Qualifikation |  | Finale |

## Ergebnisse

### Männer

#### Sprint
25. Juli 2017, 11:00 Uhr
| Platz | Name                            | Nation                 | Zeit (min) |
| ----- | ------------------------------- | ---------------------- | ---------- |
| 1     | Jerker Lysell                   | Schweden               | 14:40,50   |
| 2     | Yannick Michiels                | Belgien                | 14:42,80   |
| 3     | Matthias Kyburz                 | Schweiz                | 14:57,20   |
| 4     | Ruslan Glibov                   | Ukraine                | 14:58,50   |
| 5     | Martin Regborn                  | Schweden               | 15:10,20   |
| 6     | Søren Bobach                    | Dänemark               | 15:11,30   |
| 7     | Ralph Street                    | Vereinigtes Königreich | 15:11,80   |
| 8     | Frédéric Tranchand              | Frankreich             | 15:11,90   |
| 9     | Vojtech Karl                    | Tschechien             | 15:19,20   |
| 10    | Florian Howald                  | Schweiz                | 15:22,50   |
| 11    | Andreu Blanes                   | Spanien                | 15:29,90   |
| 12    | Peter Hodkinson                 | Vereinigtes Königreich | 15:31,30   |
| 13    | Andreas Hougaard Boesen         | Dänemark               | 15:33,70   |
| 14    | Robert Merl                     | Österreich             | 15:36,10   |
| 15    | Tim Robertson                   | Neuseeland             | 15:37,60   |
| 16    | Fabian Hertner                  | Schweiz                | 15:37,80   |
| 17    | Lucas Basset                    | Frankreich             | 15:39,00   |
| 18    | Gustav Bergman                  | Schweden               | 15:41,00   |
| 19    | Hakon Jarvis Westergard         | Norwegen               | 15:41,50   |
| 20    | Andrei Chramow                  | Russland               | 15:43,00   |
| 21    | Bartosz Pawlak                  | Polen                  | 15:43,40   |
| 22    | Piotr Parfianowicz              | Polen                  | 15:46,10   |
| 23    | Gernot Kerschbaumer             | Österreich             | 15:48,20   |
| 24    | Jesse Laukkarinen               | Finnland               | 15:50,30   |
| 25    | Jan Petrzela                    | Tschechien             | 15:53,50   |
| 26    | Kenny Kivikas                   | Estland                | 15:58,00   |
| 27    | Elias Kuukka                    | Finnland               | 16:15,80   |
| 28    | Damian Konotopetz               | Kanada                 | 16:21,20   |
| 29    | Dimitrii Tcvetkov               | Russland               | 16:22,80   |
| 30    | Aron Bako                       | Ungarn                 | 16:26,70   |
| 31    | Mate Baumholczer                | Ungarn                 | 16:33,90   |
| 32    | Kristo Heinmann                 | Estland                | 16:37,10   |
| 33    | Jon Aukrust Osmoen              | Norwegen               | 16:38,00   |
| 34    | Ross Morrison                   | Neuseeland             | 16:44,20   |
| 35    | Oleksandr Kratov                | Ukraine                | 16:54,90   |
| 36    | Sinaldo Farias Sousa            | Brasilien              | 17:13,50   |
| 37    | William Critchley               | Kanada                 | 17:25,20   |
| 38    | Carlos Henrique Sousa de Araujo | Brasilien              | 18:27,50   |
| 39    | Yuta Tanikawa                   | Japan                  | 18:40,00   |
| 40    | Liu Cheng-hsun                  | Chinesisch Taipeh      | 20:24,70   |

#### Mittelstrecke
26. Juli 2017, 11:30 Uhr
| Platz | Name                            | Nation                 | Zeit (min) |
| ----- | ------------------------------- | ---------------------- | ---------- |
| 1     | Matthias Kyburz                 | Schweiz                | 34:05,00   |
| 2     | Florian Howald                  | Schweiz                | 34:43,00   |
| 3     | Vojtech Karl                    | Tschechien             | 35:20,00   |
| 4     | Gernot Kerschbaumer             | Österreich             | 35:50,00   |
| 5     | Frédéric Tranchand              | Frankreich             | 35:56,00   |
| 6     | Oleksandr Kratov                | Ukraine                | 36:07,00   |
| 6     | Gustav Bergman                  | Schweden               | 36:07,00   |
| 8     | Ruslan Glibov                   | Ukraine                | 36:10,00   |
| 9     | Søren Bobach                    | Dänemark               | 36:30,00   |
| 10    | Dimitri Tcvetkov                | Russland               | 36:52,00   |
| 11    | Jerker Lysell                   | Schweden               | 37:00,00   |
| 12    | Lucas Basset                    | Frankreich             | 37:05,00   |
| 13    | Andreas Hougaard Boesen         | Dänemark               | 37:26,00   |
| 14    | Ralph Street                    | Vereinigtes Königreich | 37:27,00   |
| 15    | Andrei Chramow                  | Russland               | 37:43,00   |
| 16    | Fabian Hertner                  | Schweiz                | 37:54,00   |
| 17    | Jan Petrzela                    | Tschechien             | 37:58,00   |
| 18    | Bartosz Pawlak                  | Polen                  | 38:11,00   |
| 19    | Jon Aukrust Osmoen              | Norwegen               | 38:16,00   |
| 20    | Hakon Jarvis Westergard         | Norwegen               | 38:30,00   |
| 21    | Martin Regborn                  | Schweden               | 39:07,00   |
| 22    | Yannick Michiels                | Belgien                | 39:40,00   |
| 23    | Peter Hodkinson                 | Vereinigtes Königreich | 39:41,00   |
| 24    | Elias Kuukka                    | Finnland               | 39:44,00   |
| 25    | Piotr Parfianowicz              | Polen                  | 39:47,00   |
| 26    | Jesse Laukkarinen               | Finnland               | 39:56,00   |
| 27    | Robert Merl                     | Österreich             | 40:01,00   |
| 28    | Kenny Kivikas                   | Estland                | 40:10,00   |
| 29    | Andreu Blanes                   | Spanien                | 40:20,00   |
| 30    | Tim Robertson                   | Neuseeland             | 42:07,00   |
| 31    | Mate Baumholczer                | Ungarn                 | 42:58,00   |
| 32    | Ross Morrison                   | Neuseeland             | 43:19,00   |
| 33    | Damian Konotopetz               | Kanada                 | 43:57,00   |
| 34    | Aron Bako                       | Ungarn                 | 44:00,00   |
| 35    | Sinaldo Farias Sousa            | Brasilien              | 45:02,00   |
| 36    | William Critchley               | Kanada                 | 50:48;00   |
| 37    | Yuta Tanikawa                   | Japan                  | 51:19,00   |
| 38    | Carlos Henrique Sousa de Araujo | Brasilien              | 54:02,00   |
| 39    | Liu Cheng-hsun                  | Chinesisch Taipeh      | 79:19,00   |
|       | Kristo Heinmann                 | Estland                | DSQ        |

### Frauen

#### Sprint
25. Juli 2017, 10:00 Uhr
| Platz | Name                         | Nation                 | Zeit (min) |
| ----- | ---------------------------- | ---------------------- | ---------- |
| 1     | Maja Alm                     | Dänemark               | 13:59,50   |
| 2     | Elena Roos                   | Schweiz                | 14:32,50   |
| 3     | Lina Strand                  | Schweden               | 14:39,80   |
| 4     | Galina Vinogradova           | Russland               | 14:39,90   |
| 5     | Sabine Hauswirth             | Schweiz                | 14:45,30   |
| 6     | Helena Jansson               | Schweden               | 14:51,60   |
| 7     | Anastasia Denisova           | Belarus                | 14:52,80   |
| 8     | Natalia Gemperle             | Russland               | 14:54,10   |
| 9     | Cecilie Friberg Klysner      | Dänemark               | 14:54,70   |
| 10    | Ida Marie Næss Bjørgul       | Norwegen               | 15:07,60   |
| 11    | Laura Robertson              | Neuseeland             | 15:09,20   |
| 12    | Sari Anttonen                | Finnland               | 15:18;60   |
| 13    | Ursula Kadan                 | Österreich             | 15:28,40   |
| 14    | Marika Teini                 | Finnland               | 15:30,70   |
| 15    | Aleksandra Hornik            | Polen                  | 15:31,50   |
| 16    | Tereza Janosikova            | Tschechien             | 15:36,00   |
| 17    | Megan Carter-Davies          | Vereinigtes Königreich | 15:36,50   |
| 18    | Andrine Benjaminsen          | Norwegen               | 15:39,10   |
| 19    | Fanni Gyurkó                 | Ungarn                 | 15:58,80   |
| 20    | Virag Weiler                 | Ungarn                 | 15:59,00   |
| 21    | Carlotta Scalet-Merl         | Italien                | 16:00,10   |
| 22    | Tessa Strain                 | Vereinigtes Königreich | 16:10,20   |
| 23    | Annika Rihma                 | Estland                | 16:10,50   |
| 24    | Kaeryna Dzema                | Ukraine                | 16:18,50   |
| 24    | Isia Basset                  | Frankreich             | 16:18,50   |
| 26    | Laura Ramstein               | Österreich             | 16:20,30   |
| 27    | Evely Kaasiku                | Estland                | 16:22,20   |
| 28    | Susen Lösch                  | Deutschland            | 16:24,40   |
| 29    | Inga Dambe                   | Lettland               | 16:27,90   |
| 30    | Denisa Kosova                | Tschechien             | 16:31,70   |
| 31    | Weronika Cych                | Polen                  | 16:36,80   |
| 32    | Lauriane Beauvisage          | Frankreich             | 16:44,90   |
| 33    | Kate Morrison                | Neuseeland             | 17:53,30   |
| 34    | Franciely de Sigueira Chiles | Brasilien              | 18:26,00   |
| 35    | Tori Owen                    | Kanada                 | 18:37,20   |
| 36    | Elmira Moldasheva            | Kasachstan             | 19:25,90   |
| 37    | Wang Ting-hsuan              | Chinesisch Taipeh      | 19:37,60   |
| 38    | Elaine Dalmares Lenz         | Brasilien              | 20:23,70   |
|       | Emily Kemp                   | Kanada                 | DSQ        |
|       | Nadiya Volynska              | Ukraine                | DSQ        |

#### Mittelstrecke
26. Juli 2017, 10:00 Uhr
| Platz | Name                         | Nation                 | Zeit (min) |
| ----- | ---------------------------- | ---------------------- | ---------- |
| 1     | Helena Jansson               | Schweden               | 34:44,00   |
| 2     | Natalia Gemperle             | Russland               | 34:47,00   |
| 3     | Sabine Hauswirth             | Schweiz                | 35:54,00   |
| 4     | Cecilie Friberg Klysner      | Dänemark               | 36:25,00   |
| 5     | Ida Marie Næss Bjørgul       | Norwegen               | 36:34,00   |
| 6     | Sari Anttonen                | Finnland               | 36:55,00   |
| 7     | Marika Teini                 | Finnland               | 37:13,00   |
| 8     | Ursula Kadan                 | Österreich             | 37:29,00   |
| 9     | Nadiya Volynska              | Ukraine                | 37:31,00   |
| 10    | Elena Roos                   | Schweiz                | 38:54,00   |
| 11    | Lina Strand                  | Schweden               | 39:03,00   |
| 12    | Emily Kemp                   | Kanada                 | 39:04,00   |
| 13    | Tessa Strain                 | Vereinigtes Königreich | 39:10,00   |
| 14    | Anastasia Denisova           | Belarus                | 39:30,00   |
| 15    | Inga Dambe                   | Lettland               | 39:31,00   |
| 16    | Galina Vinogradova           | Russland               | 39:37,00   |
| 16    | Andrine Benjaminsen          | Norwegen               | 39:37,00   |
| 18    | Isia Basset                  | Frankreich             | 39:52,00   |
| 19    | Susen Lösch                  | Deutschland            | 40:02,00   |
| 20    | Annika Rihma                 | Estland                | 40:21,00   |
| 21    | Laura Ramstein               | Österreich             | 41:27,00   |
| 22    | Evely Kaasiku                | Estland                | 41:42,00   |
| 23    | Carlotta Scalet-Merl         | Italien                | 41:48,00   |
| 24    | Fanni Gyurkó                 | Ungarn                 | 42:29,00   |
| 25    | Lauriane Beauvisage          | Frankreich             | 42:37,00   |
| 26    | Tereza Janosikova            | Tschechien             | 43:04,00   |
| 27    | Laura Robertson              | Neuseeland             | 44:17,00   |
| 28    | Virag Weiler                 | Ungarn                 | 44:56,00   |
| 29    | Kate Morrison                | Neuseeland             | 44:57,00   |
| 30    | Megan Carter-Davies          | Vereinigtes Königreich | 45:30,00   |
| 31    | Weronika Cych                | Polen                  | 45:47,00   |
| 32    | Aleksandra Hornik            | Polen                  | 47:38,00   |
| 33    | Kaeryna Dzema                | Ukraine                | 47:47,00   |
| 34    | Elaine Dalmares Lenz         | Brasilien              | 55:41,00   |
| 35    | Elmira Moldasheva            | Kasachstan             | 57:47,00   |
| 36    | Tori Owen                    | Kanada                 | 58:39,00   |
| 37    | Franciely de Sigueira Chiles | Brasilien              | 61:21,00   |
| 38    | Wang Ting-hsuan              | Chinesisch Taipeh      | 77:06,00   |
|       | Denisa Kosova                | Tschechien             | DNS        |
|       | Maja Alm                     | Dänemark               | DNS        |

### Mixed-Staffel
27. Juli 2017, 09:00 Uhr
| Platz | Nation                 | Besetzung                                                                                               | Zeit (h) |
| ----- | ---------------------- | --- | -------- |
| 1     | Dänemark               | Cecilie Friberg Klysner Andreas Hougaard Boesen Søren Bobach Maja Alm                                   | 1:02:57  |
| 2     | Schweiz                | Elena Roos Florian Howald Matthias Kyburz Sabine Hauswirth                                              | 1:03:23  |
| 3     | Russland               | Natalia Gemperle Dmitri Zwetkow Andrei Charmow Galina Winogradowa                                       | 1:03:37  |
| 4     | Schweden               | Lina Strand Martin Regborn Jerker Lysell Helena Jansson                                                 | 1:04:13  |
| 5     | Vereinigtes Königreich | Murray Strain Peter Hodkinson Ralph Street Megan Carter-Davies                                          | 1:04:18  |
| 6     | Tschechien             | Denisa Kosova Jan Petrzela Vojtech Kral Tereza Janosikova                                               | 1:05:20  |
| 7     | Polen                  | Weronika Cych Piotr Parfianowicz Bartosz Pawlak Aleksandra Hornik                                       | 1:05:21  |
| 8     | Finnland               | Sari Anttonen Jesse Laukkarinen Elia Kuukka Marika Teini                                                | 1:05:33  |
| 9     | Ukraine                | Kateryna Dzema Oleksandr Kratov Ruslan Glibov Nadiya Volynska                                           | 1:06:06  |
| 10    | Österreich             | Ursula Kadan Robert Merl Gernot Kerschbaumer Laura Ramstein                                             | 1:06:32  |
| 11    | Ungarn                 | Fanni Gyurkó Mate Baumholczer Aron Bako Virag Weiler                                                    | 1:07:34  |
| 12    | Neuseeland             | Laura Robertson Tim Robertson Ross Morrison Kate Morrison                                               | 1:07:57  |
| 13    | Frankreich             | Isia Basset Frédéric Tranchand Lucas Basset Lauriane Beauvisage                                         | 1:09:22  |
| 14    | Estland                | Annika Rihma Kenny Kivikas Kristo Heinmann Evely Kaasiku                                                | 1:09:35  |
|       | Norwegen               | Andrine Benjaminsen Jon Aukrust Osmoen Hakon Jarvis Westergard Ida Marie Næss Bjørgul                   | DSQ      |
|       | Brasilien              | Elaine Dalmares Lenz Carlos Henrique Sousa de Araujo Sidnaldo Farias Sousa Franciely de Sigueira Chiles | DSQ      |
|       | Kanada                 | Emily Kemp Damian Konotopetz William Critchley Tori Owen                                                | DSQ      |

## Medaillenspiegel
| Medaillenspiegel | Medaillenspiegel | Medaillenspiegel | Medaillenspiegel | Medaillenspiegel | Medaillenspiegel |
| Platz            | Land             | G                | S                | B                | Gesamt           |
| ---------------- | ---------------- | ---------------- | ---------------- | ---------------- | ---------------- |
| 01               | Schweden         | 2                | 0                | 1                | 3                |
| 02               | Dänemark         | 2                | 0                | 0                | 2                |
| 03               | Schweiz          | 1                | 3                | 2                | 5                |
| 04               | Russland         | 0                | 1                | 1                | 2                |
| 05               | Belgien          | 0                | 1                | 0                | 1                |
| 06               | Tschechien       | 0                | 0                | 1                | 1                |
| Gesamt           | Gesamt           | 5                | 5                | 5                | 15               |